# 100 Shots
100 Shots è un singolo del rapper statunitense NLE Choppa, pubblicato il 28 febbraio 2020 su etichetta NLE Choppa Entertainment.

## Tracce
1. 100 Shots – 2:37